# 振兴街街道
振兴街街道，是中华人民共和国山東省济南市槐荫区下辖的一个乡镇级行政单位。

## 行政区划
振兴街街道下辖以下地区：
纬九路社区、振兴社区、德兴社区、丁字山社区、阳光新城第一社区和阳光新城第二社区。